# Tachina hortensis
Tachina hortensis är en tvåvingeart som beskrevs av Johann Wilhelm Meigen 1838. Tachina hortensis ingår i släktet Tachina och familjen parasitflugor.
Artens utbredningsområde är Österrike. Inga underarter finns listade i Catalogue of Life.